# 모멘트 (물리학)
모멘트(moment) 또는 능률(能率)은 거리와 물리량의 산물을 수반하는 표현으로, 물리량이 어떻게 위치되고 배치되는지를 설명하는 방식이다.
모멘트는 고정참조점과 관련하여 보통 정의된다. 참조점에 상대적인 특정 지점에 위치한 물리량을 다룬다.

## 같이 보기
- 돌림힘